# Dieci tetraedri nel dodecaedro
In geometria solida il composto (regolare) di dieci tetraedri (talvolta anche "i dieci tetraedri nel dodecaedro" in senso descrittivo) costituisce uno dei cinque poliedri composti regolari, ottenuto unendo dieci identici tetraedri regolari disposti secondo le simmetrie del dodecaedro.

## Proprietà
Il composto di dieci tetraedri è un composto regolare autoduale: ovvero è il duale di sé stesso.
I 40 vertici dei 10 tetraedri sono a due a due coincidenti restituendo quindi 20 vertici a valenza doppia, ovvero su ogni vertice convergono 2 cuspidi di 2 distinti tetraedri.
Essendo un composto autoduale si verifica una condizione analoga anche per le sue 40 facce che, a due a due complanari, giacciono esattamente su 20 piani facciali.

## Nucleo e inviluppo convesso
L'inviluppo convesso dei dieci tetraedri, ovvero il più piccolo poliedro convesso che li contiene tutti, è un dodecaedro regolare avente gli stessi 20 vertici dei tetraedri.
L'intersezione dei dieci tetraedri, o nucleo del composto, è un icosaedro regolare le cui facce giacciono sui 20 piani facciali del solido. Il composto di dieci tetraedri è proprio una stellazione dell'icosaedro.

## Scomposizione
I dieci tetraedri possono essere suddivisi in cinque coppie di tetraedri duali che formano cinque stelle octangule orientate secondo la simmetria icosaedrale.
Un'altra suddivisione dei dieci tetraedri è in due gruppi da cinque, che costituiscono le due versioni chirali del composto di cinque tetraedri, una duale dell'altra: i dieci tetraedri nel dodecaedro sono quindi anche il composto di un poliedro e del suo duale.

## Simmetrie
Il gruppo delle simmetrie del composto di dieci tetraedri ha 120 elementi; si tratta cioè del gruppo icosaedrale completo {\displaystyle I_{h}\cong A_{5}}×{\displaystyle 2} caratteristico dell'icosaedro e del dodecaedro.